# Nausithoidae
Nausithoidae é uma família de medusas da ordem Coronatae.

## Géneros
- Nausithoe Kölliker, 1853
- Palephyra Haeckel, 1880